# Idactus usambaricus
Idactus usambaricus là một loài bọ cánh cứng trong họ Cerambycidae.